# Скотт Гаскін
Скотт Рассел Гаскін (англ. Scott Russell Haskin, нар. 19 вересня 1970, Ріверсайд, Каліфорнія, США) — американський професіональний баскетболіст, що грав на позиціях центрового і важкого форварда за команду НБА «Індіана Пейсерз».

## Ігрова кар'єра
На університетському рівні грав за команду Орегон Стейт (1988–1993). 
1993 року був обраний у першому раунді драфту НБА під загальним 14-м номером командою «Індіана Пейсерз». Професійну кар'єру розпочав 1993 року виступами за тих же «Індіана Пейсерз», захищав кольори команди з Індіани протягом одного сезону. Зіграв у 27 матчах, в яких в середньому набирав 2 очки.